# Evghenia Guțul
Evghenia Guțul (in russo Евгения Александровна Гуцул?, Evgenija Aleksandrovna Gucul; Etulia, 5 settembre 1986) è una giurista e politica moldava, governatrice della Gagauzia dal 19 luglio 2023.
Dopo essere stata eletta governatrice, ha annunciato di voler essere più vicina alla Russia, in linea con il partito Șor. Nell'aprile 2024 è stata incriminata in un procedimento penale presso il Tribunale anticorruzione della Moldavia. In seguito alla messa al bando del suo partito da parte delle autorità moldave, è diventata indipendente per poi aderire al Blocco della vittoria. Nel marzo 2025 è stata nuovamente arrestata e accusata di finanziamento illecito della sua campagna governativa del 2023.